# La isla de la fantasía
La isla de la fantasía (Fantasy Island, en inglés) es el título de una serie de televisión estadounidense trasmitida por la ABC entre 1978 y 1984.

## La serie original
Originalmente se televisaron dos películas donde el Sr. Roarke y Tattoo tenían papeles menores. Entre 1978 y 1984, la serie fue protagonizada por el actor mexicano Ricardo Montalbán como el Sr. Roarke, enigmático anfitrión de una isla misteriosa en algún lugar del océano Pacífico, donde la gente piensa cumplir sus fantasías sin importar su índole, previo pago de $50000 y a condición de que no revelarán nada acerca de su visita al lugar.
Roarke fue conocido por su famoso traje blanco y modales refinados e inicialmente estuvo acompañado por su enérgico asistente, el pequeño "Tattoo" (Hervé Villechaize) quien acostumbraba anunciar la llegada de los visitantes con su frase "¡El avión, el avión!", mientras repiqueteaba una campana. Luego se uniría una chica de nombre "Julie" (Wendy Schaal) y finalmente "Tattoo" sería reemplazado en 1983 hasta el final de la serie en 1984 por "Lawrence" (Christopher Hewett), actor que posteriormente se haría famoso por Mr. Belvedere.
Al momento de la llegada del hidroavión a la isla los huéspedes desembarcaban y Roarke le explicaba a Tattoo la fantasía de cada uno de ellos y que las cosas no saldrían siempre como esperaban. Posteriormente se les daba la bienvenida: 

«Mis queridos huéspedes, soy su anfitrión el Sr. Roarke, bienvenidos a la isla de la fantasía»

Si bien en las primeras películas Roarke tenía un carácter casi malévolo, en las series es más benevolente aunque un tanto sobrenatural sin que se llegue a explicar el origen de sus aparentes poderes. Esto hizo que en una ocasión desafíe al diablo quien pensaba apoderarse de su alma; también en ocasiones usaba sus dotes mágicos en ayudar a sus invitados (y en ocasiones al mismo Tattoo).
Roarke tiene un estricto código moral, pero siempre es benevolente. Por ejemplo, en una ocasión una niña pagó $10 de su alcancía por su fantasía. Siempre trató de hacerles ver a sus invitados una importante lección de la vida a través de su deseo (aunque este fuera el último de su vida). Las fantasías a veces incluían un riesgo para la vida del visitante, pero siempre al final Roarke llegaba al rescate.
Salvo algunas ocasiones, nunca se permitía que los visitantes se quedaran en la isla una vez cumplidos sus deseos.
El programa contó con diversas estrellas famosas de aquella época más deportistas, presentadores y actores consagrados en el papel de los invitados, tales como:
Michelle Pfeiffer,
Leslie Nielsen,
Linda Blair,
Sammy Davis, Jr.,
Yvonne De Carlo, 
Tom Jones,
Don Adams,
Janet Leigh,
Roddy McDowall,
Joan Collins,
Don Ameche,
Barbi Benton,
George Kennedy,
Bill Bixby,
Britt Ekland,
Ray Milland,
Melissa Sue Anderson,
Lorenzo Lamas,
Heather Locklear,
John Astin,
Robert Loggia,
Florence Henderson,
Paul Williams,
Victoria Principal,
Sonny Bono,
Ann Jillian,
Frankie Avalon,
Cybill Shepherd,
James Broderick,
Joanna Cassidy,
John Saxon,
Jane Badler, 
Claude Akins,
Nicole Eggert,
John Larroquette,
Maureen McCormick,
Bob Denver,
Pamela Sue Martin,
John James,
Eleanor Parker,
Regis Philbin,
Markie Post,
Adam West,
Lisa Hartman Black
David Doyle,
Erin Gray,
Ralph Bellamy,
Tanya Roberts,
Cameron Mitchell,
Celeste Holm,
Robert Goulet,
Carolyn Jones,
Engelbert Humperdinck,
Elke Sommer,
Greg Morris,
Marion Ross,
Chuck Connors,
Loni Anderson,
Vic Morrow,
Lynn Redgrave,
Ted Lange,
Dick Sargent,
Connie Stevens,
Adam Rich,
Susan Sullivan,
Ray Bolger,
Melinda Culea,
Simon MacCorkindale,
Tori Spelling,
Sugar Ray Robinson,
Charlene Tilton,
John Carradine,
Michele Lee,
Jonathan Harris,
Estelle Getty,
Howard Duff,
Adrienne Barbeau,
Henry Gibson,
Helen Reddy,
Dick Shawn,
Janet Blair,
Rossano Brazzi,
Jill St. John,
Cesar Romero,
Theodore Bikel,
Vikki Carr,
Robert Reed,
Ronny Cox,
George Brett,
Sandra Dee,
Andy Griffith,
Ben Murphy,
Tracey Gold,
Jared Martin,
Michelle Phillips,
Michael V. Gazzo,
Vera Miles,
Lou Rawls,
Keith Coogan,
Peggy Fleming,
Andrea Barber,
Yaphet Kotto,
Shannon Tweed,
Doug McClure,
Bernie Kopell,
Belinda Montgomery,
Fred Grandy,
Donna Pescow,
Jim Backus,
Rosemary DeCamp,
Lloyd Bochner,
Sue Lyon,
James Hong,
Stella Stevens,
Ray Bolger,
Leslie Easterbrook,
John Ericson,
Charo,
Kevin McCarthy,
Allen Ludden,
Carol Lynley,
Ted McGinley,
Ray Walston,
Tanya Tucker,
Grant Goodeve,
Abe Vigoda,
Stuart Whitman,
Dick York,
Anne Francis,
Peter Lawford,
Pamela Franklin,
Peter Graves,
Gary Collins,
Samantha Eggar,
Steve Forrest,
Gene Evans,
Robert Morse,
Justin Henry,
Lee Meriwether,
David Faustino,
Barry Nelson,
Donald O'Connor,
Donna Mills,
Peter Lawford,
Rue McClanahan,
Ernie Hudson,
Dorothy McGuire,
John Wesley Shipp,
George Brett,
Linda Cristal,
Dane Clark,
Kyle Richards,
William Smith,
Susan Richardson,
Troy Donahue,
Rory Calhoun,
Yvonne Craig,
Rick Jason,
Lisa Loring,
José Ferrer,
Doris Roberts,
Desi Arnaz, Jr.,
Michael Lembeck,
Linda Thompson,
Don Knotts,
Dorothy Stratten,
Richard Anderson,
Nancy Kwan,
Martin Milner,
Susan Lucci,
Al Molinaro,
Heather O'Rourke,
Jim Luisi,
Lana Wood,
Macdonald Carey,
Imogene Coca,
Mel Ferrer,
Carmen Zapata,
Red Buttons,
Alison Arngrim,
David Cassidy,
Eve Plumb,
Tom Wopat,
Maurice Evans,
Cassandra Peterson,
George Chakiris,
Laraine Day,
Efrem Zimbalist, Jr.,
Ian Abercrombie,
Lauren Tewes,
John Gavin,
Dack Rambo,
Ann Doran,
Joseph Cotten,
Steve Allen,
Hope Lange,
David Hedison,
George Wyner,
Katherine Helmond,
Hans Conried,
Cyd Charisse, 
Alan Hale, Jr.,
Foster Brooks,
Ron Ely,
Paul Picerni,
Annette Funicello,
Barry Sullivan,
Harry Guardino,
Phil Harris,
James Darren,
Mamie Van Doren,
Larry Wilcox,
Jonathan Frakes,
Anson Williams,
Loretta Lynn,
James Read,
Sheree North,
Howard Duff,
Casey Kasem,
Van Johnson,
Harriet Nelson,
Patrick Wayne,
Roxie Roker,
Don Most,
Michael Ansara,
Bernard Fox,
Eva Gabor,
Henry Jones,
Linwood Boomer,
Christopher George,
Nancy Kulp,
Lewis Arquette,
Martine Beswick,
Mako Iwamatsu,
Diane Baker,
Richard Hatch,
LeVar Burton,
Norman Alden,
Neile Adams,
Glenn Corbett,
Julie Newmar,
Don DeFore,
Steve Kanaly,
Scott Baio,
Morey Amsterdam,
Milton Berle,
Gunilla Hutton,
Jack Elam,
Woody Strode,
Forrest Tucker,
Marcia Wallace,
Dave Madden,
David Groh,
Craig Stevens,
Dick Gautier,
Gene Rayburn,
Ray Bolger,
Jane Wyatt,
Victor Buono,
Doodles Weaver,
Horst Buchholz,
Phil Foster,
Richard Kline,
Noah Beery, Jr.,
Broderick Crawford, entre otros actores y personalidades.
La escena de introducción fue filmada en Hawái, mientras que las demás de la trama en diversas localidades de California.
Posteriormente se hicieron otras versiones que no tuvieron la aceptación de la serie original.

## Doblaje
- Sr. Roarke - Armando Coria/Claudio Brook
- Tatoo - Jaime Vega/Jorge Arvizu

## Mascotas
- Chester, un chimpancé.
- Pepper, un papagayo.